# Carlos Cruz-Diez

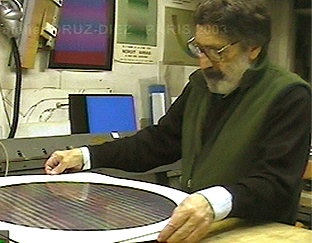
Carlos Cruz-Diez (1995)

Carlos Cruz-Diez (* 17. August 1923 in Caracas; † 27. Juli 2019 in Paris) war ein venezolanischer Künstler (Konkrete Kunst). Er gilt als wichtiger Vertreter der Op-Art.

## Leben
Von 1940 bis 1945 studierte er in Caracas an der dortigen Hochschule für Bildende Kunst (Escuela de Artes Plasticas y Aplicadas de Caracas).
1986 wurde Cruz-Diez zum Professor und Direktor der Abteilung Kunst am IDEA – Institut International d’Etudes Avancées in Caracas berufen.
Wichtige Kategorien seiner künstlerischen Arbeit sind Transchromie (Begehbare Installationen), Couleur Additive (Farbaddition im Grenzbereich zweier Farben), Physichromie (Variierende Lichteffekte durch Bewegung), Induction Chromatique (Optisches Nachbild) und Environnement Chromointerférent (Mittels computergesteuerter Projektion wird ein Raum von sich vertikal bewegenden Lichtstreifen erfasst).

## Öffentliche Sammlungen
Argentinien
- Museo de Arte Latinoamericano de Buenos Aires, Ausstellung[2]

Brasilien
- Museu de Arte Moderna, Rio de Janeiro

Chile
- Museo de la Solidaridad Salvador Allende, Santiago

Deutschland
- Arithmeum, Bonn
- Museum für Konkrete Kunst, Ingolstadt
- Museum Würth, Künzelsau
- Wallraf-Richartz-Museum & Fondation Corboud, Köln
- Wilhelm Hack Museum, Ludwigshafen
- Neue Pinakothek, München
- Museum gegenstandsfreier Kunst, Otterndorf

Frankreich
- Centre Pompidou – Musée National d’Art Moderne, Paris

Irland (Republik)
- Irish Museum of Modern Art – IMMA, Dublin

Kolumbien
- Biblioteca Luis Ángel Arango – Museo de Arte del Banco de la República, Santafé de Bogota

Polen
- Muzeum Sztuki w Łodzi, Lodz

Portugal
- Berardo Museum – Collection of Modern and Contemporary Art, Lissabon

Schweiz
- Daros Latinamerica Collection, Zürich
- Haus Konstruktiv, Stiftung für konstruktive und konkrete Kunst, Zürich

Spanien
- Fundació Stämpfli, Sitges (Barcelona)

USA
- Boca Raton Museum of Art, Boca Raton, FL
- Museum of Fine Arts, Houston, Houston, Texas
- Cisneros Fontanals Art Foundation, Miami, FL
- Museum of Modern Art (MoMA), New York, NY
- Art Museum of the Americas, Washington, DC

Venezuela
- Galería de Arte Nacional, Caracas

Vereinigtes Königreich
- Tate Britain, London (England)
- Tate Modern, London (England)
- Victoria and Albert Museum – V&A, London (England)